# ほんぶしん
ほんぶしん(本普請)とは、1962年に大西玉(おおにしたま)を中心にして誕生した新宗教である。天理教より分派したほんみちから、さらに分派したという経緯をもち、教理教義は天理教に近い部分が多い。信者数ははっきりしないが90万人とする資料もあり、単純な信者数ではほんみちを越える教勢を持つ。

## 沿革
1961年にほんみち内部で天理みろく会として発足し、1962年1月にはほんみちより独立してほんぶしんを名乗る。1966年には宗教法人となる。初期はほんみちと同じ大阪府高石市に事務所を置いていたが、その後長野県塩尻市に移転し、1969年からは岡山県岡山市に本部を置く。
1969年9月1日に大西玉は死去し、遺言により武田宗真が後継者となる。1978年には本部に近い西片岡に神山を建設し、ここに六角形の石塔である「甘露台」を建立する。1982年には神山に隣接した墓苑である清浄苑を建設し、1994年には清浄苑中央に石造の巨大な球体を持つ再生殿を建築した。

## 教理・教義
世界創造神を月日御両神様(つきひごりょうじんさま)と呼んで崇拝し、万物は神によって人間のために用意され、人間は神の偉大さを反映するために存在すると教えられている。
ほんぶしんの主な活動としては、人間の想念と言動を改善させる手段である内観的反省法の「聞行」、リラックスさせ悩みを解決させる「善導」、日常生活に積極的精神を植えつける「勇魂の言霊」などがあり、また「ひのきしん」と呼ばれる労働奉仕も設けられている。塩尻市に宗派を限定しないワールド健康センターを設立し、健康食品の販売なども行う。また1984年にハワイで、1988年には北京で信者2000人の集会によって平和のメッセージを発するなど、健康法や国際交流・平和活動にも力を入れている。
教祖の大西玉はほんみちの創始者大西愛治郎の次女だが、ほんぶしんでは中山みき（天理教教祖）の再生だとし「天啓者・みろく」と呼んで信奉している。なお後継者の武田宗真は「天啓者・甘露台」と呼ばれる。天理教やほんみちからの分派の経緯については、天理教は教えや精神を道理的に解釈した「雛形」、ほんみちは本家ができるまでの暫定的な組織である「仮屋」だとしている。

## 所在地
ほんぶしん本部住所：〒704-8138　岡山県岡山市東区神崎町1番地
神山住所：岡山県岡山市東区西片岡990
甘露の里 長野住所：〒399-0722　長野県塩尻市柿沢721番地
宝師ヶ苑住所：〒742-0301　山口県岩国市周東町祖生4240